# KGB-Residentur Magdeburg
Die KGB-Residentur Magdeburg (russisch Резидентура КГБ в Магдебурге) war eine regionale Außenstelle des sowjetischen Auslandsgeheimdienstes KGB in der Deutschen Demokratischen Republik (DDR). Sie war in verschiedenen Gebäuden auf den Grundstücken Klausenerstraße 18 bis 23 in Magdeburg untergebracht. In der Residentur wurde Problemen der sowjetischen Streitkräfte im Bezirk Magdeburg – Magdeburg gehörte zu den größten Garnisonsstädten der Gruppe der Sowjetischen Streitkräfte in Deutschland (3. Armee) – ebenso nachgegangen wie allen weiteren auslandsgeheimdienstlichen Tätigkeiten. Dafür bestand ein enges Arbeitsverhältnis mit der Bezirksverwaltung Magdeburg des Ministeriums für Staatssicherheit. Als Außenstellen der Residentur fungierten das Haus der Deutsch-Sowjetischen Freundschaft in Magdeburg und weitere Einrichtungen mit sowjetischem Bezug, wie die dortige Sowjetische Handelsvertretung.
Nach dem Abzug der Sowjetarmee vom Gebiet der ehemaligen DDR wurden bei Bauarbeiten auf dem Gelände von 1994 bis 1996 Massengräber von etwa 60 Männern entdeckt, deren Identität noch nicht geklärt werden konnte.

## Standort und Struktur
Die KGB-Residentur befand sich in verschiedenen Gebäuden auf den Grundstücken Klausenerstraße 18 bis 23 in Magdeburg. Bereits 1970 wurde beispielsweise das Gebäude Klausenerstraße 23 (vormals Westendstraße 32) an die Behörden der DDR zurückgegeben. Zentraler Bau der KGB-Residentur war das Gebäude Klausenerstraße 18, eine 1879 vom Architekten und Zimmermeister Anton Esche erbaute Villa.
Nach Aussage des Zeitzeugen Horst Linowski befand sich die Sowjetische Militärkommandantur Magdeburg im Gebäude Klausener Straße 19. In Dokumenten des amerikanischen Geheimdienstes findet sich der Hinweis, dass bei einem Besuch der Kommandantur 1957 sich auch das „KGB District Office“ dort befunden habe. Der Zeuge sah jedoch nur einen relativ kleinen Raum und vermutete weitere Räume in dem großen und verwinkelten Gebäude.
Die KGB-Residentur Magdeburg verfügte – wie alle Residenturen in den Bezirksstädten auch – über ein „Inneres Gefängnis“, wo sich dieses genau befand, ist jedoch bisher unklar. Solche „Inneren Gefängnisse“ wurden dazu genutzt, Festgenommene zu sammeln, sie in Untersuchungs- oder Vorbeugehaft zu nehmen und sie auf spezielle Lager zu verteilen oder in Haftstätten in der UdSSR zu deportieren. Die Einrichtung der Residentur erfolgte zu unbekanntem Zeitpunkt nach der sowjetischen Besetzung Magdeburgs im Jahr 1945.
Die Auflösung der KGB-Residentur erfolgte zwischen 1990 und dem Abzug der letzten sowjetischen Truppen aus dem Militärstädtchen Nr. 7 am 15. August 1994.
Leitender Verbindungsoffizier des KGB bei der Bezirksverwaltung für Staatssicherheit in Magdeburg war vom 7. August 1956 bis Juli 1960 Oberst Nikolai Iwanowitsch Deschin (1916–1977, Николай Иванович Дешин).

## Geschichtlicher Kontext

### Gerüchte über Hitlers Gebeine
Nach Aussage des ehemaligen KGB-Oberleutnants Wladimir Gumenjuk sollen in der Nacht vom 4. auf den 5. April 1970 fünf KGB-Offiziere auf dem Grundstück „Westendstrasse 36 (jetzt Klausenerstraße 23)“ oder „Westendstraße 32 (heute Klausener Straße)“ in Magdeburg ein Teil der sterblichen Überreste von Adolf Hitler und Eva Braun exhumiert haben, die dort ab 1945 deponiert gewesen sein sollen. „Auf dem Gelände der Garnison wurde an der Stelle des Grabs ein Zelt errichtet, angeblich, um darin Gasmasken zu schwefeln.“ Die angeblich freigelegten Kisten seien zu einem Scheiterhaufen gestapelt worden, der mit 20 Liter Benzin übergossen und angezündet wurde. Die Asche sei in einen Fluss geworfen worden. Nach anderen Angaben soll dies 1982 stattgefunden haben.

### Tote aus den Massengräbern
In den Jahren 1994 und 1996 wurden bei Bauarbeiten auf dem Grundstück Klausenerstraße 18 die sterblichen Überreste von zahlreichen Menschen entdeckt. Die Überreste stammen wahrscheinlich aus den 1950er Jahren und wurden geborgen, rechtsmedizinisch untersucht und 2003 auf dem Westfriedhof beigesetzt. Insgesamt waren hier etwa 60 Männer im Alter von 18 bis 30 Jahren getötet und vergraben worden.
Unklar war zunächst, ob es sich um Opfer sogenannter Endphaseverbrechen oder um Opfer des sowjetischen Geheimdienstes im Kontext des Aufstandes vom 17. Juni 1953 handelte. Um den Todeszeitpunkt einzugrenzen, untersuchten Gerichtsmediziner unter Leitung des Magdeburger Rechtsmediziners Reinhard Szibor die Gräser- und Pflanzenpollen in den Nasenhöhlen von Skeletten aus dem Massengrab. Die Ergebnisse wurden im Wissenschaftsmagazin Nature (1. Oktober 1998) veröffentlicht. Die Studie ergab, „daß in den Nasenhöhlen von sieben Schädeln ein Pollenartenspektrum zu finden war, das von Pflanzen stammt, die im Juni bis Juli, aber nicht zur Zeit des Kriegsendes (April bis Mai) blühen. Das waren zum Beispiel Wegerich, Eiche, Linde und Gräser. Wie der Leiter dieser Studie, Professor Dr. Reinhard Szibor, feststellt, stützt der Befund somit die zweitgenannte Hypothese und zeigt zugleich, daß die Pollenanalyse eine wertvolle Ergänzung der Methoden zur Todeszeitbestimmung darstellt.“ Weitere Untersuchungen nahm der Biologe Mark Benecke vor, der aufgrund der in 21 Personen gefundenen Sommerpollen ebenfalls von Opfern des Aufstands vom 17. Juni 1953 ausgeht.
Die sterblichen Überreste wurden später in einem denkmalartig gestalteten Gemeinschaftsgrab im Bereich der Kriegsgräberstätten auf dem Westfriedhof in Magdeburg beigesetzt, deren Tafel folgenden Wortlaut hat: „Letzte Ruhestätte für 60 Männer. Im Alter von 18 bis 30 Jahren getötet und vergraben“.

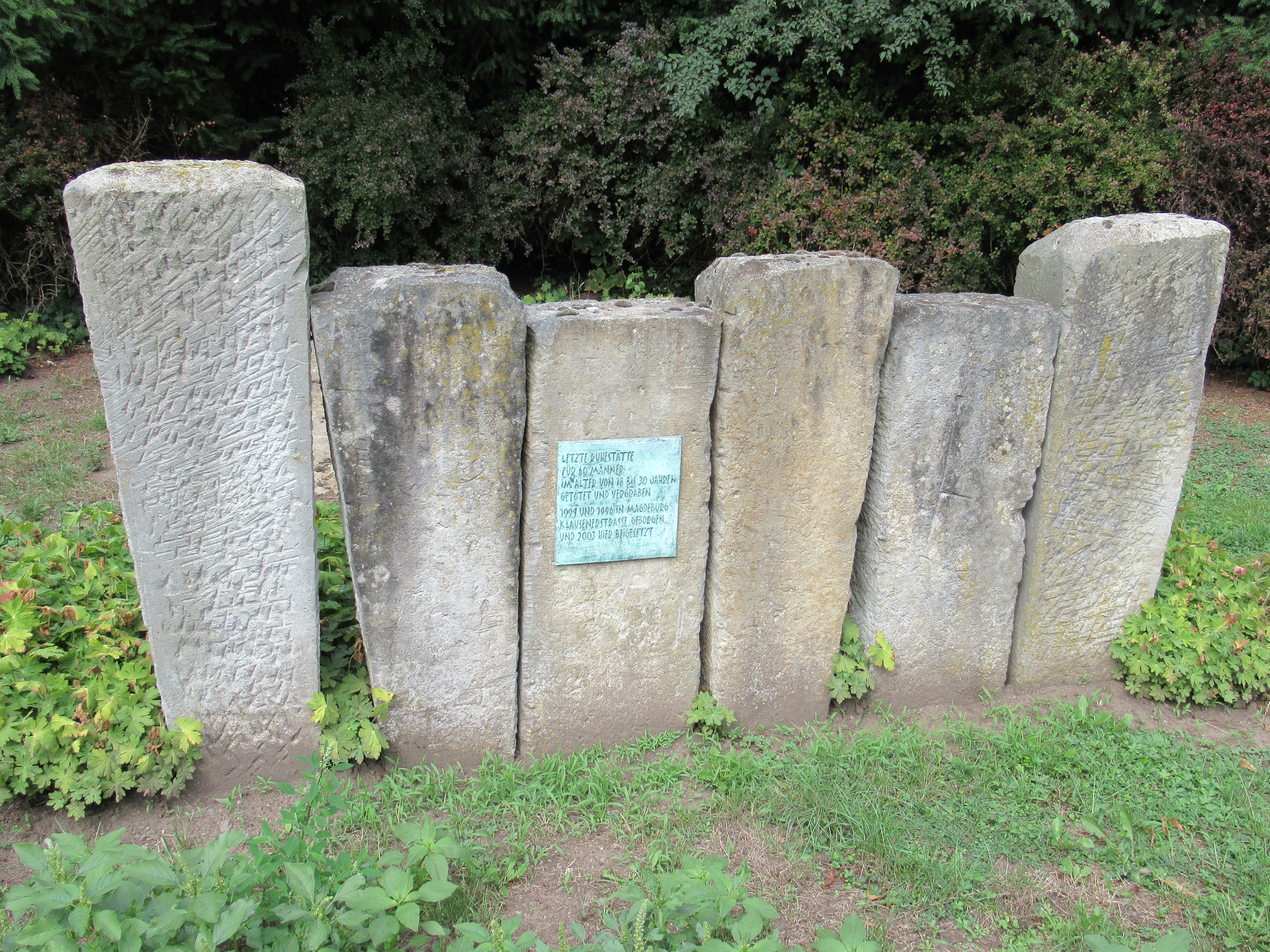
Denkmal für 60 Tote aus der Klausenerstraße auf dem Westfriedhof
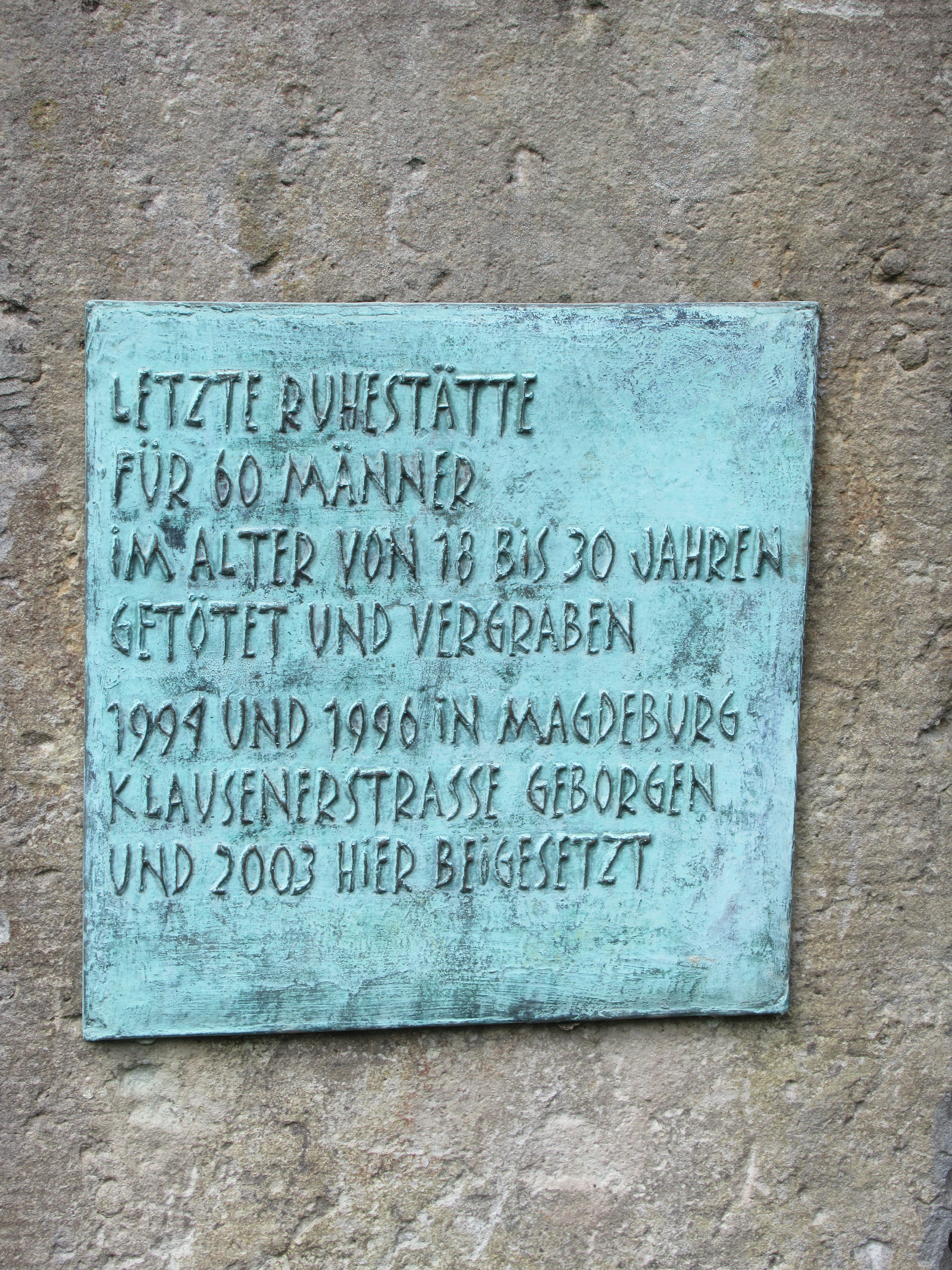
Gedenktafel am Gemeinschaftsgrab
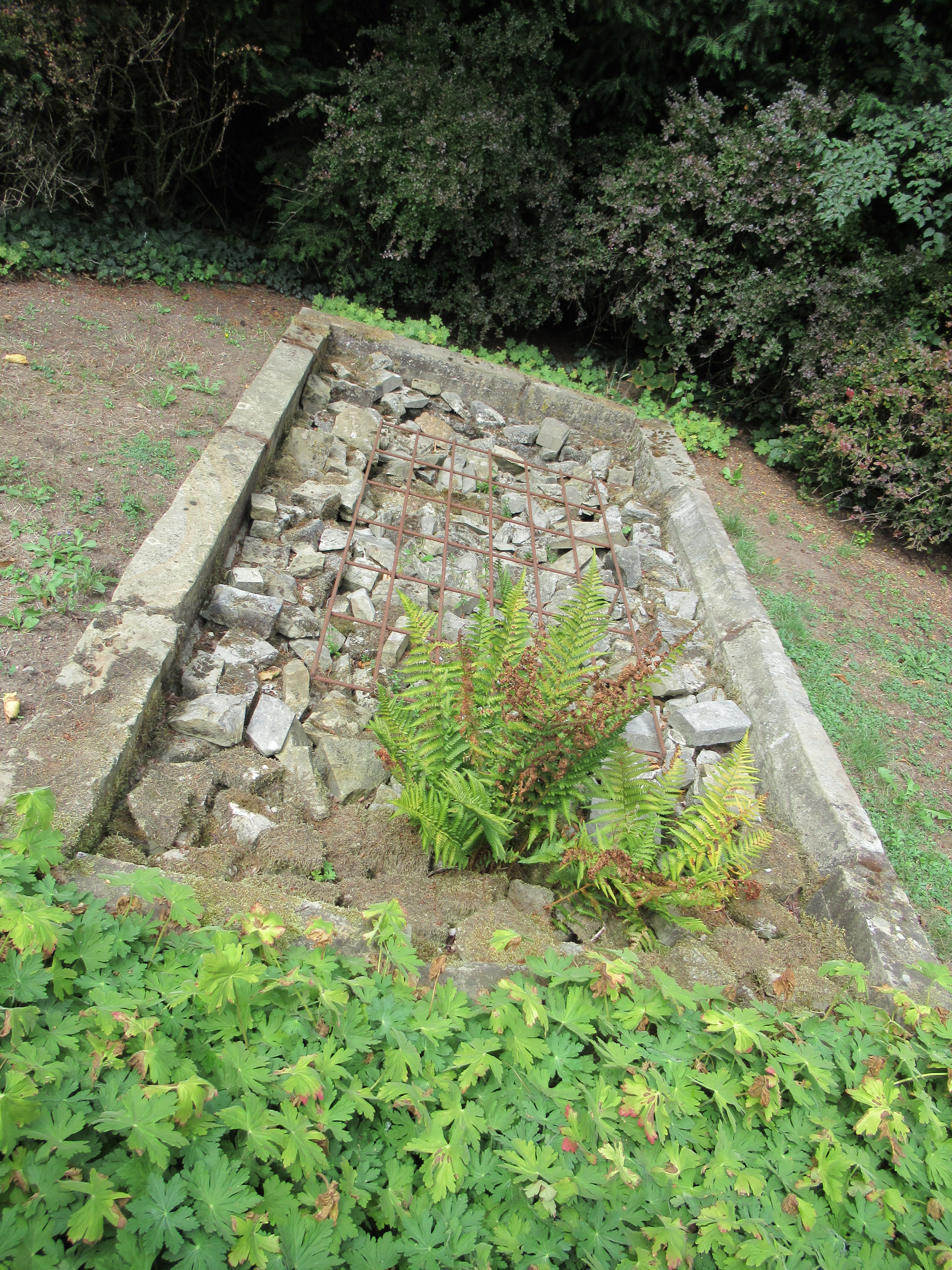
Gemeinschaftsgrab mit 60 Toten auf dem Westfriedhof

## Akten und Literatur
- Douglas Selvage, Georg Herbstritt (Hrsg.): Der „große Bruder“. Studien zum Verhältnis von KGB und MfS 1958 bis 1989. Vandenhoeck & Ruprecht, Göttingen 2022, ISBN 978-3-525-31733-4. (doi:10.13109/9783666317330)
- Juri Puschkin: GRU in Deutschland. Die Aktivitäten nach der Wende. Barett-Verlag, Düsseldorf 1992, ISBN 3-924753-56-3.
- Giovanni Mari: Klausener Strasse. 1970: caccia al cadavere di Hitler. Il diario segreto del Kgb. Minerva Edizioni, Bologna 2020. ISBN 978-88-3324-269-9 (historischer Roman)